# 日昭 (企業)
日昭株式会社（にっしょう、Nissho Inc.）は、北海道札幌市東区に本社を置く、主にアルミサッシの製造及び販売を行う住宅リフォーム業者である。
2020年3月に商号を日昭アルミ工業株式会社（にっしょうアルミこうぎょう）から変更した。

## 沿革
- 1963年4月 - 日昭建具製作所として創業。
- 1970年4月 - 日昭開発株式会社を設立。
- 1972年
  - 3月 - 四国支店、四国工場を開設。
  - 7月 - 日昭産業株式会社に社名変更。
- 1975年 - 札幌支店、札幌工場を開設。
- 1976年10月 - 金沢支店を開設。
- 1983年4月 - 関東支店を開設。
- 1984年3月 - 日昭アルミ工業株式会社に社名変更。
- 1986年3月 - つくば支店、つくば工場を開設。
- 1990年4月 - 西東京支店を開設。
- 1991年
  - 4月 - 旭川支店を開設。
  - 10月 - 函館支店を開設。
- 1995年3月 - 釧路支店を開設。
- 1999年12月 - 郡山支店を開設。
- 2000年12月 - 福岡支店、九州工場を開設。
- 2002年3月 - 仙台支店を開設。
- 2003年3月 - 青森支店を開設。
- 2007年3月 - 新潟支店を開設。
- 2009年3月 - 帯広支店、秋田支店を開設。
- 2011年3月 - 名古屋支店を開設。
- 2012年10月 - 盛岡支店を開設。
- 2014年3月 - 庄内支店、横浜支店を開設。
- 2015年3月 - 沖縄支店を開設。
- 2017年3月 - 富山支店を開設。
- 2018年5月 - 本社を大阪府茨木市から北海道札幌市東区に移転。
- 2020年
  - 2月 - 苫小牧支店を開設。
  - 3月1日 - 日昭株式会社に社名変更。
- 2021年5月 - 福井支店を開設。
- 2022年3月 - 鳥取支店を開設。
- 2023年8月 - 長野支店を開設。
- 2024年
  - 3月 - 弘前支店を開設。
  - 3月 - 秋田支店移転・新社屋竣工
  - 4月 - 北見支店を開設
- 2025年
  - 5月 - 仙台支店移転・新社屋竣工

## 拠点
- 本社・札幌支店・札幌工場
  - 北海道札幌市東区東雁来7条3丁目1-3
- 札幌リビングショールーム
  - 北海道札幌市東区東雁来6条1丁目2-21
- Nissho企画開発室
  - 北海道札幌市東区東雁来7条3丁目2-1　Nissho BLD.2F
- 旭川支店
  - 北海道旭川市台場1条5丁目1-38
- 函館支店
  - 北海道函館市桔梗3丁目40-20
- 釧路支店
  - 北海道釧路市星が浦大通5丁目5-5
- 帯広支店
  - 北海道帯広市東10条南17丁目8-1
- 苫小牧支店
  - 北海道苫小牧市新開町4丁目2-16
- 北見支店
  - 北海道北見市常盤町4丁目9-1
- 青森支店
  - 青森県青森市東大野2丁目2-4
- 弘前支店
  - 青森県弘前市松原西3丁目8-4
- 秋田支店
  - 秋田県秋田市寺内三千刈55-1
- 盛岡支店
  - 岩手県盛岡市東安庭3丁目1-48
- 庄内支店
  - 山形県酒田市卸町4-7
- 仙台支店
  - 宮城郡利府町菅谷東浦18-1
- 郡山支店
  - 福島県郡山市安積荒井2丁目11
- 新潟支店
  - 新潟県新潟市中央区鳥屋野南2丁目20-27
- 長野支店
  - 長野県長野市若宮2丁目10-3
- 富山支店
  - 富山県富山市黒崎111-1
- 金沢支店
  - 石川県金沢市神野町東126
- 福井支店
  - 福井県福井市板垣3丁目1335
- 射水営業所
  - 富山県射水市三ケ2590-1
- 関東支店
  - 埼玉県さいたま市北区吉野町2丁目234-5
- 西東京支店
  - 東京都八王子市北野町570-1
- つくば支店・つくば工場
  - 茨城県下妻市皆葉1762-51
- 名古屋支店
  - 愛知県名古屋市守山区小幡千代田5-16
- 大阪支店・大阪工場
  - 大阪府茨木市沢良宜東町4-4
- 四国支店・四国工場
  - 香川県東かがわ市引田1665-1
- 鳥取支店
  - 鳥取県鳥取市湖山町東4丁目68
- 福岡支店・九州工場
  - 福岡県糟屋郡須恵町旅石506-1
- 沖縄支店
  - 沖縄県うるま市勝連南風原5192-38

## 提供番組
- Nisshoドラマスペシャル「三笠のキングと、あと数人」HBC北海道放送　2025年4月25日（金） - 5月30日（金） 毎週金曜 18:30 - 19:00（全6話）
- Nissho プレゼンツ 渡部絵美の住まいるハウス
  - HBC　北海道放送　土曜 12:00 -
  - RAB　青森放送　日曜 16:00 -
  - ABS　秋田放送　土曜 12:00 -
  - IBC　岩手放送　日曜 12:20 -
  - TBC　東北放送　土曜 12:30 -
  - YBC　山形放送　土曜 17:15 -
  - RFC　ラジオ福島　日曜 16:30 -
  - BSN　新潟放送　土曜 16:00 -
  - FBC　福井放送　日曜 12:30 -
  - TBSラジオ　土曜 16:00 -
  - KNB　北日本放送　日曜 16:00 -
  - MRO　北陸放送　土曜 15:30 -
  - RNC　西日本放送　土曜 15:30 -
  - RKB　RKB毎日放送　日曜 12:30 -
  - RBC-iラジオ　琉球放送　土曜 17:00 -
- STVラジオ
  - しゃかりき!ようへい商店（月曜 20:00 - ）
  - ようへいと学ぼう!エンジョイ・ライフ（金曜 12:40 - ）
  - ようへいの時短ブッククラブ（日曜 7:30 - ）
- HBCラジオ
  - テレフォン人生相談（平日 11:05 - ）
  - 鶴岡慎也の焚火トーク（金曜 13:45 - ）
- AIR-G' エフエム北海道
  - 1400（月 - 木 15:06 - ）
  - 北川久仁子 ふふふ（金曜 9:00 - ）

## スポーツ支援
- 2025年北海道コンサドーレ札幌　クラブパートナー
- 2025年北海道日本ハムファイターズ　シリーズ協賛
- HBCカップジャンプ競技会　ゼッケンスポンサー

## 時報CM
- JFN（2022年12月1日 - 、平日13時）

CMソングが流れる中、女性ナレーションで「リフォームのNisshoが1時をお知らせします。」と締める内容。